# Santa Eulalia (Petín)
Santa Eulalia (llamada oficialmente Santoalla) es un lugar situado en la parroquia de El Monte, del municipio español de Petín, en la provincia de Orense, Galicia.

## Demografía
| Gráfica de evolución demográfica de Santa Eulalia entre 2000 y 2023 |
|                                                                     |
| Datos según el nomenclátor publicado por el INE.                    |